# Anoba
Anoba är ett släkte av fjärilar. Anoba ingår i familjen nattflyn.

## Bildgalleri

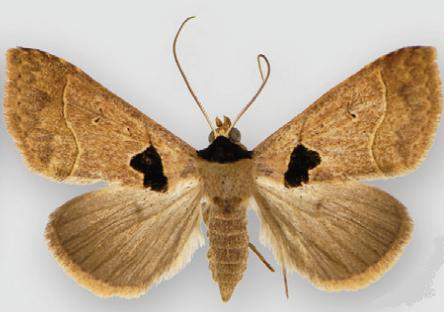

## Dottertaxa tillAnoba, i alfabetisk ordning[1]
- Anoba angulilinea
- Anoba anguliplaga
- Anoba appensa
- Anoba atriplaga
- Anoba atripuncta
- Anoba biangulata
- Anoba bicirrata
- Anoba carcassoni
- Anoba columnaris
- Anoba cowani
- Anoba diffumata
- Anoba disjuncta
- Anoba dujardini
- Anoba endophaea
- Anoba excurvata
- Anoba firmalis
- Anoba flavilinea
- Anoba glyphica
- Anoba gobar
- Anoba haga
- Anoba hamifera
- Anoba herceus
- Anoba intorta
- Anoba jaculifera
- Anoba javensis
- Anoba kampfi
- Anoba ligondesi
- Anoba lunifera
- Anoba malagasy
- Anoba mexicana
- Anoba microloba
- Anoba microphaea
- Anoba muffula
- Anoba nigribasis
- Anoba noda
- Anoba ovalis
- Anoba pectinata
- Anoba phaeotermesia
- Anoba plumipes
- Anoba pohli
- Anoba polyspila
- Anoba praeusta
- Anoba projiciens
- Anoba remota
- Anoba rigida
- Anoba rufitermina
- Anoba serpens
- Anoba serpentina
- Anoba sinuata
- Anoba socotrensis
- Anoba subatriplaga
- Anoba suffumata
- Anoba suffusa
- Anoba suggesta
- Anoba tessellata
- Anoba triangulifera
- Anoba trigonoides
- Anoba trigonosema
- Anoba turlini
- Anoba uncifera
- Anoba unipuncta
- Anoba voissati